# Ashawna Hailey
Ashawna Hailey (8 octobre 1949 - 14 octobre 2011) est une informaticienne et philanthrope américaine. Elle compte parmi les créateurs du programme HSPICE (une version commercialisée de SPICE), que de nombreuses entreprises de conception électronique dans le monde utilisent pour simuler les circuits électroniques. Sa société, Meta-Software, qui était à l'origine de la commercialisation de SPICE, a connu un taux de croissance annuel de plus de 25 à 30 % pendant 18 années consécutives. L'entreprise a finalement été vendue à l'entreprise Synopsys, qui appelle HSPICE « l'étalon-or ». pour une simulation de circuit précise,.

## Jeunesse et éducation
Ashawna Hailey a étudié à la Texas Tech University avec son frère jumeau, Kim Hailey. Elle a créé sa première entreprise alors qu'elle était encore à l'université.

## Carrière
En 1973, Ashawna Hailey faisait partie de l'équipe ayant créé le premier microprocesseur d'Advanced Micro Devices, l'Am9080, par rétro-ingénierie Intel 8080, et en 1974, la première mémoire non volatile d'AMD, l'EPROM 2702 2048 bits. Auparavant, elle a, avec d'autres, construit le séquenceur de lancement du système de missiles anti-balistiques Sprint pour Martin Marietta.
En tant que philanthrope, Ashawna Hailey a cherché à réformer les politiques gouvernementales sur les drogues récréatives. Au cours de sa vie, elle a fait un don à la Fondation ACLU, Code Pink, la Drug Policy Alliance, Feeding America, Rainforest Action Network, Law Enforcement Against Prohibition, le Marijuana Policy Project, Erowid, l'Association multidisciplinaire pour Psychedelic Studies (MAPS). Elle a siégé au conseil d'administration de cette dernière association.

## Héritage
À sa mort, Ashawna Hailey a laissé un legs de 10 millions de dollars américains partagé entre MAPS, l'ACLU, Drug Policy Alliance, Marijuana Policy Project et Second Harvest Food Bank. Le conseil d'administration considérant que c'était un hommage approprié à Hailey, le Marijuana Policy Project a consacré un million de dollars de son legs à l'initiative qui a permis aux électeurs de légaliser la marijuana à des fins récréatives dans le Colorado pour la première fois.